# Catalpa speciosa
Catalpa speciosa là một loài thực vật có hoa trong họ Chùm ớt. Loài này được (Warder ex Barney) Warder ex Engelm. mô tả khoa học đầu tiên năm 1880.